# Кёйперс, Мишел
Мишел Кёйперс (нидерл. Michel Kuipers; 26 июня 1974, Амстердам, Нидерланды) — нидерландский футболист, игравший на позиции вратаря. Известен по выступлениям за «Брайтон энд Хоув Альбион» и «Кроли Таун».

## Карьера
Мишел родился в Амстердаме. Кёйперс начинал свою футбольную карьеру в амстердамских командах «Блау-Вит» и СДВ, а затем, в возрасте 15 лет переехал в Англию в 1999 году, где присоединился к «Бристоль Роверс», где он провел 16 месяцев.
В июне 2000 года он присоединился к «Брайтон энд Хоув Альбион» бесплатным трансфером, и быстро зарекомендовал себя как настоящий номер один и стал любимцем фанатов из-за его быстрой реакции, способностей к отражению мяча и оборонительного стиля. Будучи на «Виздене», Кёйперс получил несколько серьезнейших травм; получив травму при автокатастрофе в 2003 году и в 2005 году травму плеча. 